# American Dog Breeders Association
The American Dog Breeders Association (ADBA) är en amerikansk kennelklubb som stambokför Amerikansk pitbullterrier sedan starten 1909.